# Giorgio La Pira

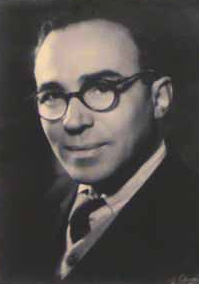
Giorgio La Pira, 1946.

Giorgio La Pira (Pozzallo, 9 januari 1904 – Florence, 5 november 1977), was een Italiaans christendemocratisch politicus.
La Pira was afkomstig uit Pozzallo bij Ragusa, het huidige Dubrovnik. Hij studeerde rechten in Florence en behoorde al jong tot de Derde Orde van de Dominicanen, de seculiere tak van deze kloosterorde. Al in de jaren twintig was hij een opponent van het Italiaanse fascisme en voorvechter van de democratie. In 1937 werd hij hoogleraar Romeins recht in Florence.
Na de Tweede Wereldoorlog zat hij in de Constituerende Vergadering en werd hij coauteur van de Italiaanse grondwet. Hij sloot zich aan bij de Democrazia Cristiana (DC), de christendemocratische partij. In 1948 werd hij staatssecretaris in het ministerie van arbeid.
Van 1950 tot 1956 en van 1960 tot 1964 was hij burgemeester van Florence. Hij was een voorstander van een samenwerking tussen de "geloven die voortkwamen uit Abraham" (dat wil zeggen jodendom, christendom en islam). Hij behoorde tot de centrumlinkse groep binnen de Democrazia Cristiana rond het blad Cronache Sociali die zich uitspraken voor een centrumlinkse coalitie (centrosinistra) met de progressieve (kleinere sociaaldemocratische) partijen. La Pira ijverde voor verzoening tussen Oost en West tijdens de Koude Oorlog. Zo pleitte hij in 1951 bij Stalin voor vrede in Korea.
Ook als ambteloos burger bleef hij zich voor de vrede inzetten. Hij was onder andere betrokken bij de besprekingen over ontwapening die leidden tot de Helsinki-akkoorden. La Pira leidde een zeer eenvoudig leven, geïnspireerd door een diep geloof. Het proces voor zijn zaligverklaring is in 1986 begonnen.